# Compartimento di Siena
Il compartimento di Siena fu una suddivisione amministrativa del Granducato di Toscana. Confinava a nord con il compartimento di Firenze, a nord est con il compartimento di Arezzo, a sud est con lo Stato Pontificio, a sud ovest con il compartimento di Grosseto, a nord ovest con il compartimento di Pisa.
Derivato dalla provincia senese superiore, una delle due parti in cui era stato diviso (18 marzo 1766) lo Stato Nuovo di Siena, il compartimento di Siena nacque il 1º novembre 1825 e sopravvisse fino all'Unità d'Italia. Il suo territorio coincide integralmente con quello della provincia italiana di Siena.
Nell'ultimo periodo del granducato le sue delegazioni di governo (attività di polizia), nel circondario di Siena erano Asciano, Chiusdino, Colle di Val d'Elsa, Montalcino, e nel circondario di Montepulciano (sottoprefettura) erano Sinalunga, Chiusi, Pienza, Radicofani.